# Manihot compositifolia
Manihot compositifolia là một loài thực vật có hoa trong họ Đại kích. Loài này được Allem mô tả khoa học đầu tiên năm 1989 publ. 1990.